# Roman Lysko
Roman Lysko (en ukrainien : Роман Лиско) (Horodok, 14 août 1914 - Lviv, 14 octobre 1949) est un prêtre grec-catholique ukrainien martyr vénéré comme bienheureux par l'Église catholique.

## Biographie
Lysko naît le 14 août 1914 à Horodok en Ukraine. Il étudie à l'Académie de théologie de Lviv et y obtient son diplôme. Il est ordonné prêtre le 28 août 1941 par le métropolite Andrey Sheptytsky. Il devient donc prêtre dans l'archéparchie de Lviv. 
Il est assigné comme recteur d'une paroisse dans le village de Kotliw, dans l'oblast d'Oliyiv. En 1944 il est assigné dans une paroisse du village de Belzets, dans l'oblast de Zolochiv. Il est en même temps membre de l'organisation clandestine Plast, destinée aux jeunes ukrainiens, et il est le responsable d'un groupe Plast.
Lysko et sa femme (le clergé des églises orientales n'est pas astreint à la règle du célibat) s'engagent particulièrement auprès des jeunes.
Le 9 septembre 1949, il est arrêté par le NKVD et emprisonné à Lviv. Cet acte s'inscrit dans le cadre  d'une persécution généralisée de l'Église grecque catholique ukrainienne par le gouvernement communiste. Pendant son emprisonnement, des gens de la ville ont affirmé l'avoir entendu chanter des psaumes à haute voix après les séances de torture. On rapporte que les tortionnaires en venaient à se demander s'il n'était pas devenu fou. Il meurt de faim après avoir été emmuré vivant dans les murs de la prison. La date officielle du décès est fixée au 14 octobre 1949.
On peut lire sur une plaque apposée sur le bâtiment (situé sur l'avenue Lonsky) qu'à cet endroit, entre les murs, gît le Père Roman Lysko, emmuré vivant, qui a renoncé à sa vie à cause de sa foi.
Il est béatifié par le pape Jean-Paul II le 27 juin 2001.